# إلمر أ. ستيفنز
إلمر أ. ستيفنز هو سياسي أمريكي، ولد في 15 يناير 1862، وتوفي في 1932. نشط حزبياً في الحزب الجمهوري. وقد انتخب عضو مجلس ولاية ماساتشوستس ‏ وانتخب عضو مجلس نواب ماساتشوستس ‏.